# Zbroutch
La rivière Zbroutch (en ukrainien : Збруч, Zbroutch) est un cours d'eau de l'ouest de l'Ukraine et un affluent du Dniestr. 

## Géographie
La Zbroutch arrose les oblasts de Ternopil et de Khmelnytskyï. Elle prend sa source dans le centre des Hauteurs de Podolie, coule du nord au sud et décrit de nombreux méandres avant de se jeter dans le Dniestr légèrement en amont de Khotin, près du point de rencontre des frontières de l'Ukraine, de la Roumanie et de la Moldavie. Elle est longue de 247 km et draine un bassin de 3 330 km2. Son débit moyen est de 7 m3/s au village de Vytkovtsy (Витковцы).
La Zbroutch arrose la commune urbaine de Skala-Podilska.

## Histoire
La confluence entre la rivière et le Dniestr était protégée par la citadelle de la sainte Trinité, entre 1772 et 1918, la frontière entre l'Empire russe et l'Empire austro-hongrois suivait la Zbroutch, de même entre 1921 et 1939, la frontière entre l'URSS et la Pologne.
L'Idole du Zbroutch — qui est l'une des rares traces des croyances pré-chrétiennes des Slaves — fut découverte dans le lit de la rivière en 1848, au niveau du village de Lytchkivtsi (en ukrainien : Личківці, en polonais : Liczkowce).

## Sites remarquables
Le château de Koudryntsi et le château de Tchornokozyntsi, le château de Toky, le parc national Podilski Tovtry.

## Source
- Grande Encyclopédie soviétique